# Головко Володимир Леонідович
Володимир Леонідович Головко (3 липня 1981, с. Почапинці, Тернопільська область — 9 липня 2022, м. Часів Яр, Донецька область) — український військовослужбовець, солдат Збройних сил України, учасник російсько-української війни. Кавалер ордена «За мужність» III ступеня (2023, посмертно).

## Життєпис
Володимир Головко народився 3 липня 1981 року в селі Почапинці, нині Підгороднянської громади Тернопільського району Тернопільської области України.
Учасник АТО. 28 лютого 2022 року призваний на військову службу. Загинув 9 липня 2022 року в м. Часів Яр на Донеччині.
Похований 14 серпня 2022 року в родинному селі.

## Нагороди
- орден «За мужність» III ступеня (9 січня 2023, посмертно) — за особисту мужність і самовідданість, виявлені у захисті державного суверенітету та територіальної цілісності України, вірність військовій присязі[1].